# Ossaea araneifera
Ossaea araneifera är en tvåhjärtbladig växtart som beskrevs av Markgr.. Ossaea araneifera ingår i släktet Ossaea och familjen Melastomataceae. Inga underarter finns listade i Catalogue of Life.